# Curatore (ordinamento civile italiano)
Il curatore è un istituto previsto dall'ordinamento giuridico italiano di assistenza di una persona fisica o giuridica inabilitata, simile alla tutela.
A differenza del tutore, il curatore non ha funzioni di rappresentanza ma di assistenza:cioè non sostituisce ma integra la volontà dell'emancipato e dell'inabilitato e cura solo interessi di natura patrimoniale.